# Арово
А́рово (рос. Арово, башк. Ар) — присілок у складі Чишминського району Башкортостану, Росія. Адміністративний центр Аровської сільської ради.
Населення — 594 особи (2010; 626 у 2002).
Національний склад:
- татари — 85 %